# Thời biểu ngày xảy ra Sự kiện 11 tháng 9

Quy mô vụ tấn công ở New York. Các cột khói cao so với mặt đất khoảng 150 - 400 m, lan tỏa cả Hạ Manhattan.

Sự kiện 11 tháng 9 là một loạt các vụ tấn công nhằm vào nước Mỹ vào năm 2001, có sự chuẩn bị kỹ lưỡng của Al-Qaeda do Osama bin Laden và Khalid Sheikh Mohammed chủ chốt. Vụ tấn công còn có một loạt các sự việc vô cùng phức tạp, là trong những vụ việc được truyền hình trực tiếp, trở thành tâm điểm chú ý vào thời điểm đó trên toàn cầu.  
Cuộc tấn công đã gây ra phản ứng và tranh luận về nguyên nhân và thủ phạm, khiến cho Hoa Kỳ bắt đầu tiến hành Cuộc chiến chống khủng bố ngay sau đó. 
Thời biểu sau cho biết các sự việc theo ngày diễn ra trước và sau vụ tấn công trong năm 2001. Các bảng niên biểu có thể thu nhỏ để giảm độ dài trang.